# Xenopipo uniformis
Xenopipo uniformis е вид птица от семейство Манакинови (Pipridae).

## Разпространение
Видът е разпространен в Бразилия, Венецуела и Гвиана.